# Кавказский пленный
«Кавка́зский пле́нный» — рассказ (либо повесть) русского писателя Владимира Маканина, посвящённый взаимоотношениям российского солдата и молодого чеченского боевика.
Написан в 1994 году, опубликован в 1995 году. Неоднократно переиздавался, переведён на ряд европейских языков и в 2008 году был экранизирован Алексеем Учителем.
За этот рассказ и роман «Андеграунд, или Герой нашего времени» автору была присуждена Государственная премия Российской Федерации в области литературы и искусства за 1999 год.

## История
Рассказ был написан в июне-сентябре 1994 года, то есть незадолго до начала первой чеченской войны. Как говорил сам Владимир Маканин в 2008 году:
«Кавказский пленный» был написан 1 декабря 1994 года в канун чеченской войны. Она началась ровно через месяц — 1 января 1995 года. Это несло в себе оттенок предчувствия.
Опубликован в журнале «Новый Мир» (1995, № 4), затем неоднократно издавался в сборниках избранных произведений Маканина и антологиях современных рассказов.
В конце 2000-х гг. Маканин вернулся к чеченской теме романом «Асан», получившим премию «Большая Книга» за 2008 год.

## Сюжет
Действие происходит в Чечне в преддверии Первой чеченской войны.
Чеченские боевики блокируют дорогу автоколонне российских военных. Найти какой-нибудь выкуп поручают опытному солдату Рубахину, который берёт с собой Вовку-стрелка. Они обращаются к подполковнику Гурову, однако не находят у него понимания — тот занят переговорами с пленным чеченцем об обмене оружия на продовольствие для солдат. Когда полковник называет чеченца пленным, тот говорит подполковнику:
— Шутишь, Петрович. Какой я пленный… Это ты здесь пленный! — Смеясь, он показывает на Рубахина, с рвением катящего тачку: — Он пленный. Ты пленный. И вообще каждый твой солдат — пленный!
Рубахину удаётся поучаствовать в «разоружении» — на боевиков организуется засада, и во время их бегства по специально оставленному коридору в лесу часть из них арестовывают. Рубахин берёт в плен одного чеченца — молодого красивого юношу. С Вовкой они ведут чеченца в горы, чтобы отдать его боевикам в обмен на проход автоколонны.
По пути Рубахин чувствует неожиданное притяжение к юноше и очарование его красотой. После ночёвки в лесу трое оказываются в ущелье и вдруг слышат, что по обеим его сторонам идут два отряда боевиков. Чтобы не обнаружить себя, Рубахин душит юношу, не дав ему закричать. Потом они с Вовкой возвращаются к колонне грузовиков ни с чем.

## Художественные особенности
Название рассказа содержит явную отсылку к кавказским произведениям русских классиков («Кавказский пленник»).
Одним из лейтмотивов рассказа являются слова Достоевского о том, что «красота спасёт мир», упоминаемые в первом предложении текста. В финале красота «не спасает» Рубахина от убийства и чеченского юношу от смерти.

## Отзывы
- Алла Марченко[3]:

…автор не столько переиначивает на современный лад “кавказские мотивы” большой классики, сколько демонстрирует добротное — классическое — качество письма и даже — красоту слога. И при этом — по ходу дела, а не специально — напоминает нам, беспамятным: “вечная война” началась не сегодня и “кавказский узел” без оглядки на Толстого — Лермонтова не развязать.
- Наталья Иванова[4]:

В «Кавказском пленном»… война является лишь спусковым крючком сюжета — повествование на самом деле не столько «актуально», сколько опять-таки экзистенциально. Контрапунктом разрабатывается противостояние — тяготение «своего — чужого», и кавказский пленный связан с русским — если один будет жить, то у другого жизнь отнимается. Агрессивность разлита в мире и вырывается наружу войной и убийствами. Но рассказ ведь не только об этом — рассказ о красоте, которая, по Достоевскому, спасёт мир. С этого, с этих слов… и начинается рассказ о смертях и убийствах, о насилии и агрессии. А заканчивается — не утверждением, не отрицанием, а недоумённым вопросом…
- Александр Генис[5]:

Найдя путь к символической монументальности, Вл. Маканин сумел воплотить в своих зрелых сюжетах архетический конфликт нашего времени: душевные муки человека с изуверской изобретательностью обреченного губить то, что он более всего любит. Удушающее — насмерть — любовное объятие…

…мотив убийства превращает в глубокомысленную притчу, превосходную батальную повесть «Кавказский пленный». Не ненависть — причина войны, а страстная неразделённая извращённая любовь, говорит Маканин…
- Владимир Крупин[6]:

Его повесть «Кавказский пленный» хвалят на Западе. Но я бы не стал на месте Маканина радоваться. Если сегодня твоё произведение о Кавказской войне хвалят на Западе — значит, оно против России. Маканин работает против России, так же как и Андрей Битов. Начинали они хорошо, а потом кто иронически стал писать, кто умничать начал.

## Экранизация
В 2008 году вышел фильм Алексея Учителя «Пленный» по рассказу. Режиссёр так вспоминал о начале работы над фильмом:
Года три назад я прочитал этот рассказ, и он меня задел. Но тогда, сказав себе «это любопытно», я его отложил. А в позапрошлом году перечитал, и, что редко у меня бывает, рассказ мне понравился не меньше. Я познакомился с Владимиром Маканиным. И меня поразило, что этот немолодой человек — ему за 70 — на самом деле очень молод. Он чётко оценивает современную ситуацию, сегодняшний кинематограф. Маканин имеет сценарное образование, и я ему предложил стать соавтором сценария.

## Переводы
- Vladimir Makanin. The Captive of the Caucasus. Tr. by Arch Tait // Glas: new Russian writing. No. 11, 1996.
- Vladimir Makanine. Le Prisonnier du Caucase et autres nouvelles. Paris: Gallimard, 2005.
- Wladimir Makanin. Der kaukasische Gefangene: Drei Erzählungen. Aus dem Russischen von Annelore Nitschke. München: Luchterhand Literaturverlag, 2005.